# Collema poeltii
Collema poeltii är en lavart som beskrevs av Degel. Collema poeltii ingår i släktet Collema och familjen Collemataceae.   Inga underarter finns listade i Catalogue of Life.